# Malba (Miró)
Malba (francouzsky Peinture) je obraz Joana Miró z roku 1925. Nachází se ve sbírce Peggy Guggenheimové v Benátkách (číslo 76.2553 PG 91). Obraz byl vystaven i v Praze na výstavě Poklady moderního umění ze sbírek Guggenheimovy nadace, která proběhla v Národní galerii v Praze, Šternberském paláci v listopadu a prosinci 1988.